# Segunda Liga de 2024–25
A Segunda Liga de 2024–25 (também conhecida como Liga Portugal 2 Meu Super por motivos de patrocínio), foi a 35ª temporada da Segunda Liga, a segunda principal liga profissional da Liga de Clubes e a primeira temporada sob o atual título da Liga Portugal Meu Super. Esta foi a segunda temporada da Segunda Liga auxiliada pela tecnologia de Videoárbitro (VAR).
O Clube Desportivo de Tondela  foi o atual campeão, tendo conquistado o seu 2º título da Segunda Liga na época anterior. Alverca e Felgueiras juntaram-se como clubes promovidos da Liga 3 de 2023–24 substituindo Vilaverdense e Belenenses, despromovidos à Liga 3 de 2024–25.
No Final da Temporada a 16 de Maio de 2025, o Tondela sagra-se campeão da competição, conquistando o seu 2º Título da Segunda Liga, e promovendo-se para a Primeira Liga de 2025–26.
Também a 16 de Maio, o Alverca garante a sua subida para a Primeira Liga de 2025–26, 21 anos depois.

## Equipas

### Promovido e rebaixados
Despromovidos da Primeira Liga de 2023–24:
- Portimonense (16.º - derrotado do Playoff de promoção/despromoção)
- Vizela (17.º)
- Chaves (18.º)

Promovidos da Segunda Liga de 2023–24:
- Santa Clara (1.º)
- Nacional da Madeira (2.º)
- AVS (3.º - vencedor do Playoff de promoção/despromoção)

Despromovidos da Segunda Liga de 2023–24:
- Vilaverdense (17.º)
- Belenenses (18.º)

Promovidos da Liga 3 de 2023–24:
- Alverca (1.º)
- Felgueiras (2.º)

### Informações das equipas
| Equipa             | Cidade                                    | Estádio                                        | Capacidade | Classificação em 2023–24 |
| ------------------ | ----------------------------------------- | ---------------------------------------------- | ---------- | ------------------------ |
| Académico de Viseu | Viseu                                     | Estádio Municipal do Fontelo                   | 6.912      | 11º                      |
| Alverca            | Alverca                                   | Complexo Desportivo do FC Alverca              | 2.500      | 1º(L3)                   |
| Benfica B          | Lisboa (clube)/Seixal (estádio)           | Benfica Campus                                 | 2.644      | 8º                       |
| Chaves             | Chaves                                    | Estádio Municipal Eng.º Manuel Branco Teixeira | 8.400      | 18ª(LPB)                 |
| Feirense           | Santa Maria da Feira                      | Estádio Marcolino de Castro                    | 5.401      | 16º                      |
| Felgueiras         | Felgueiras                                | Estádio Dr. Machado de Matos                   | 7.540      | 2º(L3)                   |
| Leixões            | Matosinhos                                | Estádio do Mar                                 | 6.000      | 14º                      |
| Marítimo           | Funchal                                   | Estádio dos Barreiros                          | 10.600     | 4º                       |
| Mafra              | Mafra                                     | Estádio Municipal de Mafra                     | 1.257      | 9º                       |
| Oliveirense        | Oliveira de Azeméis                       | Estádio Carlos Osório                          | 1.750      | 15º                      |
| Paços de Ferreira  | Paços de Ferreira                         | Estádio Capital do Móvel                       | 9.076      | 5º                       |
| Penafiel           | Penafiel                                  | Estádio Municipal 25 de Abril                  | 5.230      | 13º                      |
| Porto B            | Porto (clube)/Vila Nova de Gaia (estádio) | Estádio Luís Filipe de Menezes                 | 3.800      | 10º                      |
| Portimonense       | Portimão                                  | Estádio Municipal de Portimão                  | 6.204      | 16ª(LPB)                 |
| Tondela            | Tondela                                   | Estádio João Cardoso                           | 5.000      | 6º                       |
| Torreense          | Torres Vedras                             | Estádio Manuel Marques                         | 2.431      | 7º                       |
| União de Leiria    | Leiria                                    | Estádio Dr. Magalhães Pessoa                   | 23.888     | 12º                      |
| Vizela             | Vizela                                    | Estádio do Futebol Clube de Vizela             | 6.000      | 17ª(LPB)                 |

### Número de equipas por distrito
| Pos. | Asso. Futebol | Nº | Equipas                                                    |
| ---- | ------------- | -- | ---------------------------------------------------------- |
| 1    | Porto         | 5  | Felgueiras, Leixões, Paços de Ferreira, Penafiel e Porto B |
| 2    | Lisboa        | 4  | Alverca, Mafra, Torreense e Benfica B                      |
| 3    | Aveiro        | 2  | Feirense e Oliveirense                                     |
| 3    | Viseu         | 2  | Académico de Viseu e Tondela                               |
| 4    | Braga         | 1  | Vizela                                                     |
| 4    | Faro          | 1  | Portimonense                                               |
| 4    | Leiria        | 1  | União de Leiria                                            |
| 4    | Madeira       | 1  | Marítimo                                                   |
| 4    | Vila Real     | 1  | Chaves                                                     |

## Tabela classificativa
| Pos | Equipe             | Pts | J  | V  | E  | D  | GP | GC | SG  | Classificação ou descenso                      |
| --- | ------------------ | --- | -- | -- | -- | -- | -- | -- | --- | ---------------------------------------------- |
| 1   | Tondela (C, P)     | 64  | 34 | 17 | 13 | 4  | 58 | 35 | +23 | Promoção à Primeira Liga de 2025–26            |
| 2   | Alverca (P)        | 63  | 34 | 17 | 12 | 5  | 58 | 34 | +24 | Promoção à Primeira Liga de 2025–26            |
| 3   | Vizela             | 62  | 34 | 17 | 11 | 6  | 50 | 30 | +20 | Playoff de promoção à Primeira Liga de 2025–26 |
| 4   | Benfica B          | 55  | 34 | 15 | 10 | 9  | 53 | 38 | +15 | Equipa B - Não pode subir à Primeira Liga.     |
| 5   | Torreense          | 54  | 34 | 15 | 9  | 10 | 49 | 42 | +7  |                                                |
| 6   | União de Leiria    | 52  | 34 | 15 | 7  | 12 | 49 | 37 | +12 |                                                |
| 7   | Chaves             | 51  | 34 | 14 | 9  | 11 | 40 | 34 | +6  |                                                |
| 8   | Feirense           | 49  | 34 | 13 | 10 | 11 | 35 | 34 | +1  |                                                |
| 9   | Felgueiras         | 46  | 34 | 11 | 13 | 10 | 43 | 38 | +5  |                                                |
| 10  | Académico de Viseu | 45  | 34 | 11 | 12 | 11 | 43 | 41 | +2  |                                                |
| 11  | Penafiel           | 45  | 34 | 12 | 9  | 13 | 45 | 47 | −2  |                                                |
| 12  | Marítimo           | 43  | 34 | 10 | 13 | 11 | 42 | 48 | −6  |                                                |
| 13  | Leixões            | 41  | 34 | 10 | 11 | 13 | 37 | 42 | −5  |                                                |
| 14  | Porto B            | 35  | 34 | 8  | 11 | 15 | 36 | 47 | −11 | Equipa B - Não pode subir à Primeira Liga.     |
| 15  | Portimonense       | 34  | 34 | 9  | 7  | 18 | 38 | 54 | −16 |                                                |
| 16  | Paços de Ferreira  | 33  | 34 | 9  | 6  | 19 | 34 | 50 | −16 | Playoff de despromoção à Liga 3 de 2025–26     |
| 17  | Oliveirense (R)    | 29  | 34 | 7  | 8  | 19 | 30 | 64 | −34 | Despromoção à Liga 3 de 2025–26                |
| 18  | Mafra (R)          | 27  | 34 | 6  | 9  | 19 | 29 | 54 | −25 | Despromoção à Liga 3 de 2025–26                |

O  3º classificado disputará um playoff com o 16º classificado da Primeira Liga de 2024–25 a duas mãos, para decidir a última equipa a participar na Primeira Liga de 2025–26.
O 16º classificado disputará um playoff com o 3º classificado do apuramento de campeão da Liga 3 de 2024–25 a duas mãos, para decidir a última equipa a participar ou na Segunda Liga de 2025-26, ou na Liga 3 de 2025-26.

## Jornadas
| Mandante \ Visitante | VIS | ALV | BEN | CHA | FEI | FEL | LEI | MAF | MAR | OLI | PAC | PEN | POR | PTM | TON | TOR | UDL | VIZ |
| -------------------- | --- | --- | --- | --- | --- | --- | --- | --- | --- | --- | --- | --- | --- | --- | --- | --- | --- | --- |
| Académico de Viseu   | —   | 2–2 | 1–1 | 2–1 | 2–1 | 0–0 | 2–0 | 3–1 | 0–2 | 2–1 | 0–1 | 1–0 | 2–0 | 2–1 | 1–1 | 1–2 | 0–1 | 0–0 |
| Alverca              | 0–4 | —   | 0–0 | 3–1 | 1–0 | 1–1 | 1–1 | 2–0 | 5–0 | 4–0 | 1–0 | 2–2 | 2–0 | 2–1 | 1–1 | 2–2 | 2–1 | 4–2 |
| Benfica B            | 1–0 | 2–1 | —   | 1–0 | 0–1 | 2–0 | 4–0 | 5–0 | 1–2 | 2–2 | 0–0 | 1–1 | 2–1 | 0–0 | 1–3 | 2–0 | 0–5 | 1–0 |
| Chaves               | 3–0 | 0–2 | 1–2 | —   | 0–0 | 2–0 | 0–0 | 0–3 | 1–1 | 4–0 | 2–1 | 0–1 | 2–1 | 2–0 | 2–2 | 2–1 | 0–2 | 1–2 |
| Feirense             | 2–2 | 0–1 | 2–3 | 0–1 | —   | 3–2 | 1–0 | 2–1 | 1–0 | 3–1 | 2–0 | 3–0 | 0–1 | 1–1 | 1–1 | 1–1 | 2–1 | 0–0 |
| Felgueiras           | 1–1 | 0–1 | 3–3 | 1–2 | 0–0 | —   | 4–0 | 1–1 | 1–3 | 2–1 | 0–1 | 1–0 | 1–0 | 0–0 | 1–0 | 1–2 | 2–2 | 2–1 |
| Leixões              | 1–1 | 1–1 | 2–1 | 0–0 | 2–0 | 2–2 | —   | 2–1 | 2–1 | 1–2 | 3–3 | 3–1 | 3–0 | 3–0 | 0–1 | 1–1 | 0–1 | 0–1 |
| Mafra                | 0–2 | 1–1 | 2–0 | 0–0 | 0–0 | 1–0 | 1–2 | —   | 2–3 | 0–0 | 0–1 | 4–2 | 0–0 | 2–2 | 0–4 | 2–0 | 2–1 | 1–4 |
| Marítimo             | 1–1 | 1–2 | 1–1 | 1–1 | 1–1 | 0–0 | 1–1 | 2–0 | —   | 1–2 | 2–2 | 1–2 | 1–0 | 2–0 | 2–2 | 0–3 | 1–2 | 1–2 |
| Oliveirense          | 2–0 | 1–4 | 3–2 | 0–3 | 1–0 | 0–3 | 0–1 | 0–0 | 1–1 | —   | 0–2 | 2–2 | 1–1 | 0–2 | 1–3 | 0–0 | 1–2 | 0–1 |
| Paços de Ferreira    | 4–3 | 1–3 | 0–3 | 2–0 | 1–2 | 1–2 | 0–0 | 2–1 | 1–2 | 0–1 | —   | 1–3 | 2–2 | 0–1 | 0–1 | 1–0 | 2–3 | 1–1 |
| Penafiel             | 0–2 | 3–2 | 1–1 | 0–0 | 1–2 | 2–1 | 3–1 | 1–1 | 0–1 | 4–3 | 1–2 | —   | 1–1 | 3–0 | 2–2 | 0–1 | 1–0 | 1–1 |
| Porto B              | 3–2 | 1–1 | 1–4 | 1–2 | 1–1 | 0–2 | 0–1 | 2–1 | 0–1 | 2–1 | 1–0 | 3–2 | —   | 1–2 | 2–2 | 1–1 | 1–1 | 0–1 |
| Portimonense         | 1–1 | 1–0 | 0–2 | 1–2 | 1–2 | 3–2 | 2–1 | 2–0 | 5–1 | 2–3 | 2–0 | 0–2 | 0–3 | —   | 2–2 | 1–2 | 0–3 | 1–1 |
| Tondela              | 4–1 | 1–2 | 2–1 | 2–1 | 2–1 | 1–1 | 2–1 | 1–0 | 0–0 | 2–0 | 2–1 | 2–0 | 2–2 | 2–0 | —   | 2–2 | 1–4 | 0–1 |
| Torreense            | 1–0 | 1–0 | 1–1 | 1–2 | 0–1 | 1–1 | 3–2 | 1–0 | 2–2 | 3–0 | 3–0 | 0–1 | 2–4 | 3–2 | 0–2 | —   | 2–1 | 2–4 |
| União de Leiria      | 1–1 | 1–1 | 1–3 | 1–1 | 1–0 | 1–3 | 1–0 | 3–1 | 1–1 | 5–0 | 0–1 | 1–0 | 0–0 | 1–0 | 0–2 | 1–3 | —   | 0–2 |
| Vizela               | 1–1 | 1–1 | 1–0 | 0–1 | 5–0 | 1–1 | 0–0 | 3–0 | 3–2 | 0–0 | 2–1 | 1–2 | 2–1 | 3–2 | 1–1 | 1–2 | 1–0 | —   |

## Playoff manutenção/despromoção
O  16º classificado disputará um playoff com o 3º classificado da Liga 3 de 2024–25 a duas mãos, para decidir a última equipa a participar na Segunda Liga de 2025–26.

### Primeira mão
| 24 maio 2025 | Belenenses                              | 2 – 1 | Paços de Ferreira | Estádio do Restelo, Lisboa |
| 19:00 UTC+1  | Diogo Leitão 63' · Xavier Fernandes 73' |       | João Pinto 75'    | Árbitro: André Narciso     |

### Segunda mão
| 1 junho 2025 | Paços de Ferreira                                      | 2 – 0 | Belenenses | Estádio Capital do Móvel, Paços de Ferreira |
| 17:00 UTC+1  | Vitorino Antunes 57' (pen.) · Vladislav Morozov 105+1' |       |            | Árbitro: Hélder Carvalho                    |

Paços de Ferreira venceu a eliminatória por 3–2.

## Campeão
| Campeonato de Portugal de Segunda Divisão 2024/2025 |
| --------------------------------------------------- |
| Tondela 2º Título                                   |

## Estatísticas
Atualizado em 17 de maio de 2025.

### Artilharia e Assistências
| Pos. | Jogador        | Clube           | Gols |
| ---- | -------------- | --------------- | ---- |
| 1    | Juan Muñoz     | União de Leiria | 15   |
| 1    | Anthony Carter | Alverca         | 15   |
| 2    | Manuel Pozo    | Torreense       | 11   |
| 2    | Heinz Mörschel | Vizela          | 11   |

| Pos. | Jogador           | Clube           | Assists. |
| ---- | ----------------- | --------------- | -------- |
| 1    | Hugo Félix        | Benfica B       | 10       |
| 2    | Crystoper Ribeiro | União de Leiria | 7        |
| 2    | Leandro Antunes   | Feirense        | 7        |
| 2    | Orest Lebedenko   | Vizela          | 7        |

### Cartões Amarelos
| Pos. | Jogador                | Clube      | Cart. Ama. |
| ---- | ---------------------- | ---------- | ---------- |
| 1    | André André            | Leixões    | 11         |
| 1    | Edwin Banguera         | Felgueiras | 11         |
| 1    | Miguel Magalhães       | Penafiel   | 11         |
| 2    | Beni Junior Djé Bi Djé | Mafra      | 10         |

### Cartões Vermelhos
| Pos. | Jogador             | Clube              | Cart. Ver. |
| ---- | ------------------- | ------------------ | ---------- |
| 1    | João Victor Tornich | Portimonense       | 3          |
| 2    | Gonçalo Cardoso     | Paços de Ferreira  | 2          |
| 2    | Jota Gonçalves      | Vizela             | 2          |
| 2    | Mohamed Aidara      | Académico de Viseu | 2          |